# How Great Thou Art (album)
Albums de Elvis Presley
Spinout
(1966) Double Trouble
(1967)
How Great Thou Art est un album d'Elvis Presley sorti en février 1967. Il s'agit de son deuxième album de musique chrétienne, après His Hand in Mine (1960).

## Titres

### Face 1
1. How Great Thou Art (Stuart K. Hine) – 3:00
2. In the Garden (C. Austin Miles) – 3:11
3. Somebody Bigger Than You and I (Hy Heath, Sonny Burke, Johnny Lange) – 2:25
4. Farther Along (trad. arr. Elvis Presley) – 4:04
5. Stand By Me (trad. arr. Elvis Presley) – 2:26
6. Without Him (Mylon LeFevre) – 2:27

### Face 2
1. So High (trad. arr. Elvis Presley) – 1:56
2. Where Could I Go But to the Lord (James B. Coats) – 3:36
3. By and By (trad. arr. Elvis Presley) – 1:49
4. If the Lord Wasn't Walking by My Side (Henry Slaughter) – 1:36
5. Run On (trad. arr. Elvis Presley) – 2:21
6. Where No One Stands Alone (Mosie Lister) – 2:42
7. Crying in the Chapel (Artie Glenn) – 2:24

## Musiciens
- Elvis Presley : chant, guitare
- Scotty Moore, Chip Young : guitare
- Charlie McCoy : guitare, basse, harmonica
- Pete Drake : pedal steel guitar
- Bob Moore, Henry Strzelecki : basse
- Boots Randolph, Rufus Long : saxophone
- Floyd Cramer : piano
- David Briggs, Henry Slaughter : piano, orgue
- D. J. Fontana : batterie
- Buddy Harman : batterie, timbales
- The Jordanaires, The Imperials, Millie Kirkham, Dolores Edgin, June Page : chœurs